# Загнаний (фільм)
Загнаний (англ. The Hunted) — американський трилер 2003 року режисера Вільяма Фрідкіна.

## Сюжет
Після безуспішних спроб зловити в лісах Орегона дуже небезпечного вбивцю агенти ФБР звертаються по допомогу до колишнього експерта з підготовки солдатів спеціальних військ Ел Ті Бонема. Досліджуючи місця злочину, той поступово починає розуміти, що вбивця — один із його найкращих учнів, Аарон Геллам. Тільки Бонем у силах вистежити і нейтралізувати свого учня, який уміє виживати в екстремальних умовах.

## У ролях
| Актор               | Роль             |
| ------------------- | ---------------- |
| Томмі Лі Джонс      | Ел Ті Бонем      |
| Бенісіо Дель Торо   | Аарон Геллам     |
| Конні Нільсен       | Еббі Даррелл     |
| Леслі Стефансон     | Ірен Кравіц      |
| Джон Фінн           | Тед Ченаует      |
| Хосе Зуніга         | Боббі Море       |
| Рон Кенада          | Гаррі Ван Зандт  |
| Марк Пеллегріно     | Дейл Г'юїтт      |
| Дженна Бойд         | Лоретта Кравіц   |
| Рекс Лінн           | Пауелл           |
| Аарон ДеКон         | Стокс            |
| Керрік О'Квінн      | Колер            |
| Лонні Чепмен        | Зандер           |
| Едді Велес          | Річардс          |
| Александер Маккензі | шериф            |
| Генк Картрайт       | виконавець робіт |
| Гері Тейлор         | командир         |
| Майкл Вільямсон     | агент            |

## Саундтрек
| Список треків | Список треків                        | Список треків |
| #             | Назва                                | Тривалість    |
| ------------- | ------------------------------------ | ------------- |
| 1.            | «Asymmetric Rhythms»                 | 2:30          |
| 2.            | «Disordered Patterns»                | 0:46          |
| 3.            | «Winter Shift»                       | 2:06          |
| 4.            | «Emergence»                          | 3:02          |
| 5.            | «Tracking Hallam»                    | 1:55          |
| 6.            | «A Transitory Sonnet»                | 1:29          |
| 7.            | «Pulse»                              | 1:13          |
| 8.            | «Sweepers»                           | 1:51          |
| 9.            | «Coda Con Furiosa»                   | 2:31          |
| 10.           | «The Reluctant Mentor»               | 1:18          |
| 11.           | «Machinations»                       | 2:01          |
| 12.           | «Vapor Wall»                         | 1:41          |
| 13.           | «Over the Falls»                     | 1:14          |
| 14.           | «Illusory»                           | 1:37          |
| 15.           | «A Vision of War»                    | 2:32          |
| 16.           | «Mirror Image»                       | 2:51          |
| 17.           | «The Man Comes Around - Johnny Cash» | 4:27          |
| 35:11         |                                      |               |